# Deuterophlebia inyoensis
Deuterophlebia inyoensis is een muggensoort uit de familie van de Deuterophlebiidae. De wetenschappelijke naam van de soort is voor het eerst geldig gepubliceerd in 1960 door Kennedy.